# Matsubara Lake Plateau Skating Center
Het Matsubara Lake Plateau Skating Center (小海町スケートセンター) is een ijsbaan in Koumi in de prefectuur Nagano in het noorden van Japan. De openlucht-natuurijsbaan is geopend in 1994 en ligt op 1.173 meter boven zeeniveau. De ijsbaan is gelegen vlak naast het meer van Matsubara.